# 거제대로 (거제시)
거제대로(Geoje-daero, 巨濟大路)는 경상남도 거제시 남부면 저구사거리와 사등면 신거제대교를 잇는 경상남도의 도로이다. 거제도에서 교통량이 가장 많은 도로이며, 거제도의 주요 관광지와 산업시설을 통과하여 통영시로 이어지는 거제도의 핵심 중추 도로이다. 본래 전 구간 국도 제14호선에 속했으나 거제시 국도대체우회도로 개통으로 거제시 연초면 송정리 ~ 연사리 5.6km 구간은 국도 지정에서 해제되었다.
다대포에서 장승포까지, 고현에서 사등까지는 해안선을 따라가므로 거제도의 아름다운 바다 풍경을 볼 수 있다.

## 연혁

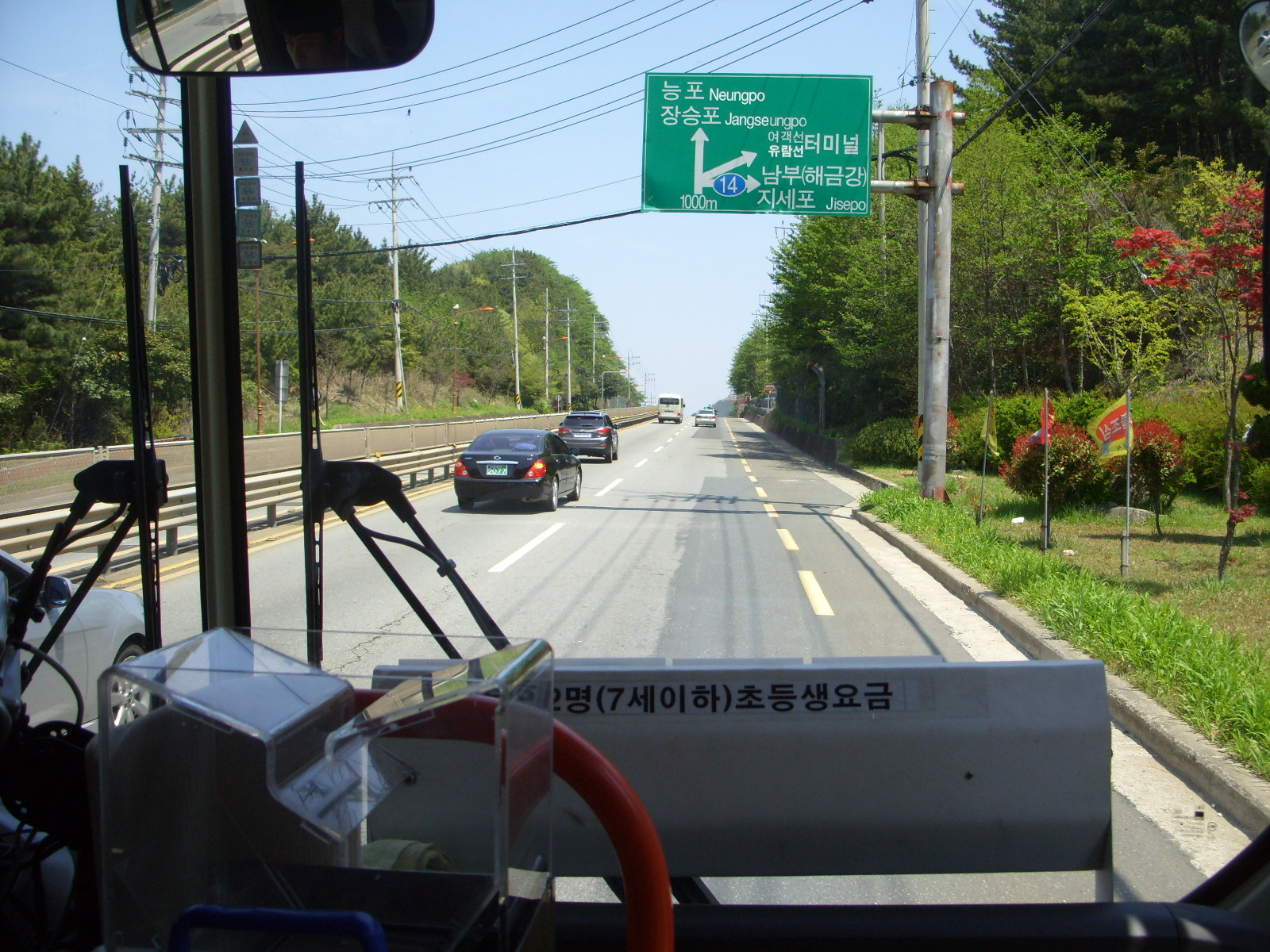
거제대로 남부면 방향 장승포 부근

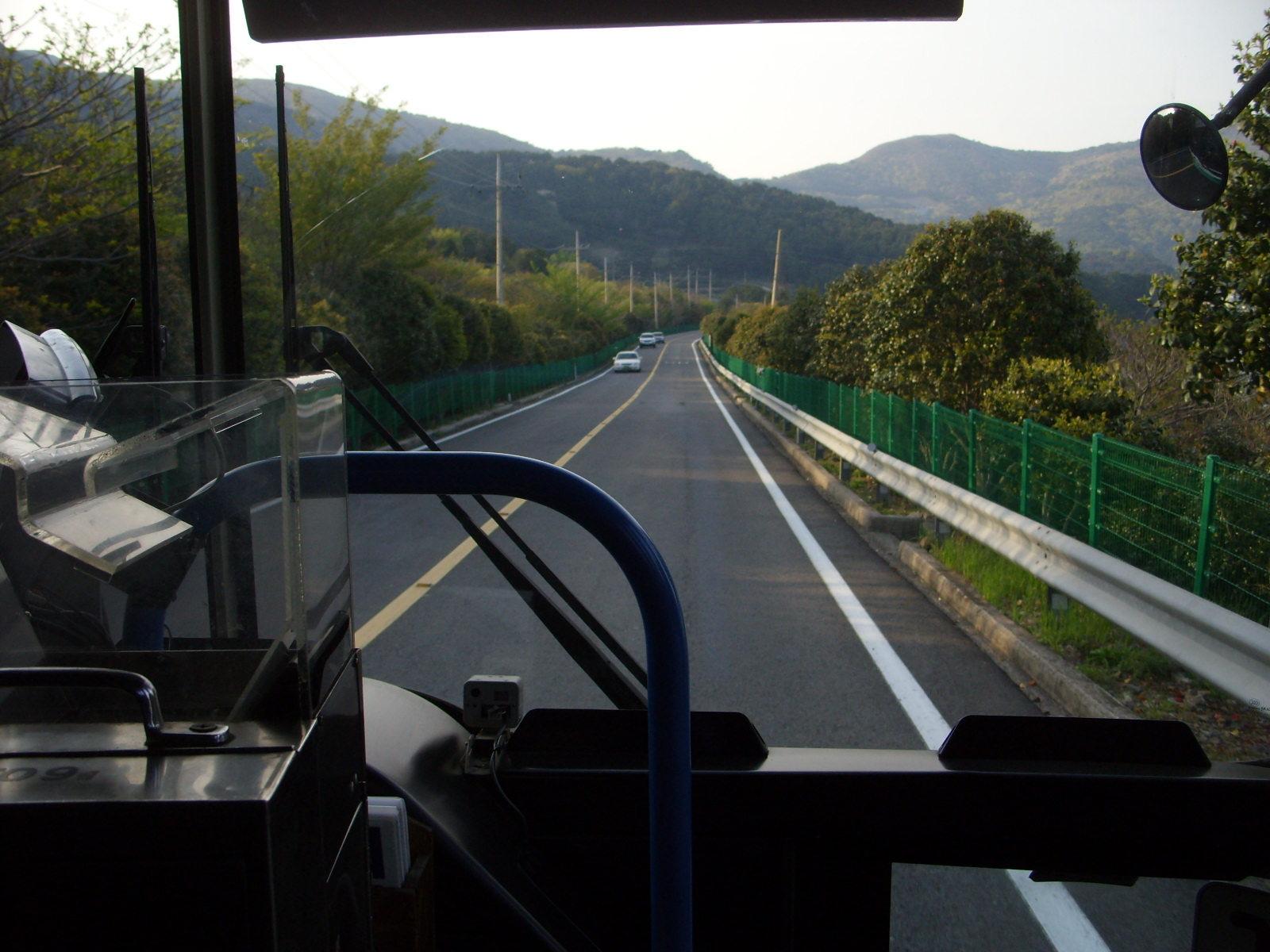
거제대로 사등면 방향 학동 부근

- 1981년 5월 12일 : 국도로 승격된 거제군 동부면 다포리 ~ 거제읍 장승포리 26.361km 구간 개통[1]
- 1998년 11월 18일 : 신현 ~ 사등간 도로(거제시 신현읍 수월리 ~ 오량리) 16.14km 구간 확장 개통[2]
- 1999년 4월 22일 : 사등 ~ 충무간 도로 중 신거제대교(거제시 사등면 오량리 ~ 통영시 용남면 원평리) 3.86km 구간 임시개통[3]
- 2000년 7월 20일 : 사등 ~ 충무간 도로(거제시 사등면 오량리 ~ 통영시 무전동) 9.3km 구간 확장 개통 및 기존 구간 폐지[4][5]
- 2009년 7월 2일 : 2개 이상 시·군에 걸쳐 있는 도로로 거제대로를 고시[6]
- 2015년 3월 31일 : 거제시 국도대체우회도로 개통으로 기존 거제시 연초면 송정리 ~ 연사리 5.6km 구간 국도 지정 해제[7]

## 주요 경유지
경상남도
- 거제시 (남부면 - 동부면 - 일운면 - 장승포동 - 아주동 - 옥포동 - 연초면 - 수양동 - 고현동 - 장평동 - 사등면)

## 노선
| 번호              | 이름                          | 접속 노선                                 | 소재지 | 소재지   | 비고                                                                  |
| ----------------- | ----------------------------- | ----------------------------------------- | ------ | -------- | --------------------------------------------------------------------- |
| 저구사거리        | 저구사거리                    | 지방도 제1018호선 (거제남서로) 남부해안로 | 거제시 | 남부면   | 기점 국도 제14호선 구간                                               |
| 다포삼거리        | 다포삼거리                    | 지방도 제1018호선 (거제남서로)            | 거제시 | 남부면   | 국도 제14호선 구간 지방도 제1018호선 구간                             |
| 함목삼거리        | 함목삼거리                    | 해금강로                                  | 거제시 | 남부면   | 국도 제14호선 구간 지방도 제1018호선 구간                             |
| 학동삼거리        | 학동삼거리                    | 지방도 제1018호선 (거제중앙로)            | 거제시 | 동부면   | 국도 제14호선 구간 지방도 제1018호선 구간                             |
| 망치삼거리        | 망치삼거리                    | 북병산로                                  | 거제시 | 일운면   | 국도 제14호선 구간                                                    |
| 구조라해수욕장    | 구조라해수욕장                | 구조라해변길                              | 거제시 | 일운면   | 국도 제14호선 구간                                                    |
| 구조라삼거리      | 구조라삼거리                  | 구조라로                                  | 거제시 | 일운면   | 국도 제14호선 구간                                                    |
| 누우래재 교차로   | 누우래재 교차로               | 와현로                                    | 거제시 | 일운면   | 국도 제14호선 구간                                                    |
| 일운농협          | 일운농협                      | 지세포로                                  | 거제시 | 일운면   | 국도 제14호선 구간                                                    |
| 신촌사거리        | 신촌사거리                    | 반송재로 지세포해안로                     | 거제시 | 일운면   | 국도 제14호선 구간                                                    |
| 옥림 교차로       | 옥림 교차로                   | 국도 제14호선 (국도우회1로)               | 거제시 | 일운면   | 국도 제14호선 구간                                                    |
| 27                | 옥림아파트 교차로             | 장승로 마전1길 옥림3길                    | 거제시 | 장승포동 |                                                                       |
| 26                | 두모 교차로                   | 능포로 장승로 두모길                      | 거제시 | 장승포동 |                                                                       |
| 25                | 25번 교차로                   |                                           | 거제시 | 아양동   |                                                                       |
| -                 | 아양지하차도                  | 국도 제14호선 (국도우회1로)               | 거제시 | 아양동   | 국도 제14호선 구간                                                    |
| 24                | 24번 교차로 (대우정문 교차로) |                                           | 거제시 | 아양동   | 국도 제14호선 구간                                                    |
| 23                | 3.1기념탑 교차로              | 탑곡로                                    | 거제시 | 아양동   | 국도 제14호선 구간                                                    |
| 22                | 22번 교차로                   | 아주로                                    | 거제시 | 아주동   | 국도 제14호선 구간                                                    |
| 아주교            |                               |                                           | 거제시 | 아주동   | 국도 제14호선 구간                                                    |
| 21                | 21번 교차로                   | 국도 제14호선 (국도우회로)                | 거제시 | 아주동   | 국도 제14호선 구간                                                    |
| 20                | 20번 교차로                   |                                           | 거제시 | 아주동   |                                                                       |
| 19                | 19번 교차로                   | 옥포로 용소1길                            | 거제시 | 아주동   |                                                                       |
| 18                | 18번 교차로                   | 옥포성안로                                | 거제시 | 옥포동   |                                                                       |
| 17                | 17번 교차로                   | 옥포로 서간도길                           | 거제시 | 옥포동   |                                                                       |
| 16                | 16번 교차로                   | 서간도길 옥포로13길                       | 거제시 | 옥포동   |                                                                       |
| 15                | 옥포삼거리                    | 옥포대첩로                                | 거제시 | 옥포동   |                                                                       |
| 14                | 14번 교차로                   | 진목로                                    | 거제시 | 옥포동   |                                                                       |
| 13                | 송정 교차로                   | 국가지원지방도 제58호선 (거가대로)        | 거제시 | 연초면   | 국가지원지방도 제58호선 구간                                          |
| 12                | 야부삼거리                    | 죽토로                                    | 거제시 | 연초면   | 국가지원지방도 제58호선 구간                                          |
| 죽토교            |                               |                                           | 거제시 | 연초면   | 국가지원지방도 제58호선 구간                                          |
| 11                | 연초삼거리                    | 국도 제5호선 지방도 제1018호선 (죽토로)   | 거제시 | 연초면   | 국가지원지방도 제58호선 구간 지방도 제1018호선 구간                   |
| 연사교            |                               |                                           | 거제시 | 연초면   | 국가지원지방도 제58호선 구간 지방도 제1018호선 구간                   |
| 10                | 연사삼거리                    | 연하해안로                                | 거제시 | 연초면   | 국가지원지방도 제58호선 구간 지방도 제1018호선 구간                   |
| 연초교            |                               |                                           | 거제시 | 연초면   | 국가지원지방도 제58호선 구간 지방도 제1018호선 구간                   |
| 9                 | 9번 교차로                    | 해명로                                    | 거제시 | 수양동   | 국가지원지방도 제58호선 구간 지방도 제1018호선 구간                   |
| 수월교            |                               |                                           | 거제시 | 수양동   | 국가지원지방도 제58호선 구간 지방도 제1018호선 구간                   |
| 8                 | 8번 교차로                    | 고현로 중곡로                             | 거제시 | 고현동   | 국가지원지방도 제58호선 구간 지방도 제1018호선 구간                   |
| 신현제2교         |                               |                                           | 거제시 | 고현동   | 국가지원지방도 제58호선 구간 지방도 제1018호선 구간                   |
| 7                 | 7번 교차로                    | 고현천로 중곡1로                          | 거제시 | 고현동   | 국가지원지방도 제58호선 구간 지방도 제1018호선 구간                   |
| 6                 | 6번 교차로                    | 지방도 제1018호선 (거제중앙로)            | 거제시 | 고현동   | 국가지원지방도 제58호선 구간 지방도 제1018호선 구간                   |
| 5                 | 5번 교차로                    | 장평1로 서문로3길                         | 거제시 | 장평동   | 국가지원지방도 제58호선 구간                                          |
| 4                 | 4번 교차로                    | 장평로                                    | 거제시 | 장평동   | 국가지원지방도 제58호선 구간                                          |
| 3                 | 3번 교차로 (신촌삼거리)       | 고현로                                    | 거제시 | 장평동   | 국가지원지방도 제58호선 구간                                          |
| 2                 | 2번 교차로                    | 장평2로 장평3로                           | 거제시 | 장평동   | 국가지원지방도 제58호선 구간                                          |
| 1                 | 장평 교차로 (1번 교차로)      | 국도 제14호선 (국도우회로)                | 거제시 | 장평동   | 국도 제14호선 구간 국가지원지방도 제58호선 구간                       |
| 사곡교            | 사곡교                        |                                           | 거제시 | 사등면   | 국도 제14호선 구간 국가지원지방도 제58호선 구간                       |
| 사곡 교차로       | 사곡 교차로                   | 읍내로                                    | 거제시 | 사등면   | 국도 제14호선 구간 국가지원지방도 제58호선 구간                       |
| 사곡삼거리        | 사곡삼거리                    | 두동로                                    | 거제시 | 사등면   | 국도 제14호선 구간 국가지원지방도 제58호선 구간                       |
| 사등교            |                               |                                           | 거제시 | 사등면   | 국도 제14호선 구간 국가지원지방도 제58호선 구간                       |
| 상사근육교        | 상사근육교                    | 가조로                                    | 거제시 | 사등면   | 국도 제14호선 구간 국가지원지방도 제58호선 구간                       |
| 성포삼거리        | 성포삼거리                    | 성포로                                    | 거제시 | 사등면   | 국도 제14호선 구간 국가지원지방도 제58호선 구간                       |
| 오량교            |                               |                                           | 거제시 | 사등면   | 국도 제14호선 구간 국가지원지방도 제58호선 구간                       |
| 신계 교차로       | 신계 교차로                   | 지방도 제1018호선 (거제남서로)            | 거제시 | 사등면   | 국도 제14호선 구간 국가지원지방도 제58호선 구간 통영 방면 진출만 가능 |
| 오량 교차로       | 오량 교차로                   | 지방도 제1018호선 (거제남서로)            | 거제시 | 사등면   | 국도 제14호선 구간 국가지원지방도 제58호선 구간 통영 방면 진출 불가   |
| 신거제대교        | 신거제대교                    |                                           | 거제시 | 사등면   | 국도 제14호선 구간 국가지원지방도 제58호선 구간                       |
| 남해안대로와 직결 |                               |                                           |        |          |                                                                       |

## 주요 건물 및 시설
- 거제시청
- 거제학동학생야영수련원 (구 동부초등학교 학동분교, 경상남도 거제시 동부면 거제대로 905)
- 동부119안전센터 (경상남도 거제시 동부면 거제대로 957)
- 학동자동차야영장 (경상남도 거제시 동부면 거제대로 981)
- 거제도연수원 (구 일운초등학교 망월분교, 경상남도 거제시 일운면 거제대로 1761)
- 호텔리베라거제 (경상남도 거제시 일운면 거제대로 2190)
- 대명리조트 거제마리나 (경상남도 거제시 일운면 거제대로 2660)
- 거제도애광원 (경상남도 거제시 거제대로 3063)
- 한화오션 (경상남도 거제시 거제대로 3370)
- 옥포성지중학교 (경상남도 거제시 거제대로 3699)
- 연초보건지소 (경상남도 거제시 연초면 거제대로 4277)
- 연초초등학교 (경상남도 거제시 연초면 거제대로 4280)
- 대교치안센터 (경상남도 거제시 사등면 거제대로 6232)